# Sicherl
Sicherl je priimek več znanih Slovencev:
- Barbara Sicherl Kafol, glasbena pedagoginja, didaktičarka
- Bogdan Sicherl (1927—2011), metalurg, univ. prof.
- Eva Sicherl (*1968), jezikoslovka anglistka, univ. prof.
- Franc Sicherl (Ziherl) - "Dimež", rokovnjač
- Ivo Sicherl (1937—2016), TV-snemalec
- Janko Sicherl (1900—1986), (smučarski) učitelj, pevec; planinec, amaterski igralec, režiser, meteorolog, fenolog
- Josip Sicherl (1860—1935), organist in skladatelj
- Pavle Sicherl (*1935), ekonomist, univ. prof. (PF UL)